# Островское (железнодорожная станция, Костромская область)
Остро́вское — железнодорожная станция (тип населённого пункта) в Островском районе Костромской области России. Входит в состав Островского сельского поселения.

## География
Железнодорожная станция находится в южной части Костромской области, в подзоне южной тайги, при железнодорожной линии Первушино — Заволжск, на расстоянии приблизительно 1 км (по прямой) к западу от посёлка Островское, административного центра района. Абсолютная высота — 138 м над уровнем моря.

### Климат
Климат характеризуется как умеренно континентальный, с продолжительной многоснежной зимой и относительно коротким тёплым летом. Среднегодовая температура воздуха — 3,1 °C. Средняя температура воздуха самого холодного месяца (января) — −11,8 °C (абсолютный минимум — −46 °C); самого тёплого месяца (июля) — 17,6 °C (абсолютный максимум — 37 °С). Безморозный период длится 131 день. Годовое количество атмосферных осадков составляет 593 мм, из которых большая часть выпадает в тёплый период. Снежный покров устанавливается в третьей декаде ноября и держится в течение 149 дней.

### Часовой пояс
Железнодорожная станция Островское, как и вся Костромская область, находится в часовой зоне МСК (московское время). Смещение применяемого времени относительно UTC составляет +3:00.

## Население
| 2008 | 2010 | 2014 |
| ---- | ---- | ---- |
| 127  | ↘106 | ↘96  |